# الساندرو گراردی
الساندرو گراردی (انگلیسی: Alessandro Gherardi؛ زادهٔ ۱۲ مارس ۱۹۸۸) بازیکن فوتبال اهل ایتالیا است.
از باشگاه‌هایی که در آن بازی کرده‌است می‌توان به باشگاه فوتبال فیورنتینا، باشگاه فوتبال مسینا، باشگاه فوتبال کرمونزه، باشگاه فوتبال تریستیانا، باشگاه فوتبال کیاسو، و باشگاه فوتبال یو. اس. پرگولیتزه اشاره کرد.